# اجزای غیرزنده

اجزای غیر زنده شامل شرایط جسمی (فیزیکی) و منابعِ غیر زنده‌ای است که موجودات زنده را از نظر رشد، نگهداری، و تولید مثل تحت تأثیر خود قرار می‌دهند.

در زیست‌شناسی و محیط زیست، اجزای غیر زنده یا عوامل غیر زنده (به انگلیسی: abiotic components or abiotic factors)، عواملِ شیمیاییِ غیر زنده و اجزای فیزیکی محیط هستند که روی موجودات زنده و عملکرد اکوسیستم‌ها تأثیر می‌گذارند. عوامل غیر زنده و پدیده‌های مرتبط با آنها زیر بنای همهٔ زیست‌شناسی هستند.
اجزای غیر زنده شامل شرایط جسمی (فیزیکی) و منابعِ غیر زنده‌ای است که موجودات زنده را از نظر رشد، نگهداری، و تولید مثل تحت تأثیر خود قرار می‌دهند. منابعی که «مواد یا اشیاء برجسته ی» مورد نیازِ و مصرف یک موجود هستند در محیط وجود دارند و به مصرف می‌رسند، یا در غیر این صورت، برای استفادهٔ سایر موجودات در دسترس نخواهند بود.
بخشی از منابع توسط فرایندهای شیمیایی یا فیزیکی، به عنوان مثال هیدرولیز یا آبکافت تخریب می‌شوند. تمامی اجزای غیر زندهٔ یک اکوسیستم همه به نام اجزای غیر زنده نامیده می‌شوند و به راحتی می‌توان گفت که غیر زنده عوامل غیر جاندار است، مانند هوا یا آب که آنها یک مادهٔ غیر زنده هستند.

## نمونه‌ها
در زیست‌شناسی، عوامل غیر زنده می‌تواند آب، نور، تابش، دما، رطوبت، اتمسفر، و خاک باشد. عاملِ
ماکروسکوپیِ «آب و هوا» خود اغلب هر یک از موارد بالا را تحت تأثیر قرار می‌دهد.